# Леонар дьо Берн-Лагард
Жул-Жан-Мари-Леонар дьо Берн-Лагард (на френски: Jules-Jean-Marie-Léonard de Berne Lagarde) е френски дипломат от XIX - XX век.

## Биография
Леонард де Берн Лагард е френски консул в Кожани и Битоля по време на Първата световна война. Заедно със своя братовчед Пиер дьо Берн-Лагард, шеф на сигурността на консулството в Кожани, участват в създаването на разузнавателна мрежа в районите на Кожани, Лерин, Костур (Гърция) и Корча (Албания), докато съюзническите войски все още са в укрепените лагери на Солун до германо-българската офанзива през август 1916 година.